# 125th Street (Eighth Avenue Line)
125th Street is een station van de metro van New York aan de Eighth Avenue Line in Manhattan. Het station is geopend in 1932. De lijnen  maken gebruik van dit station.
 ·  ·  ·  ·  ·  ·  ·  ·  · 